# Diamantsoetra

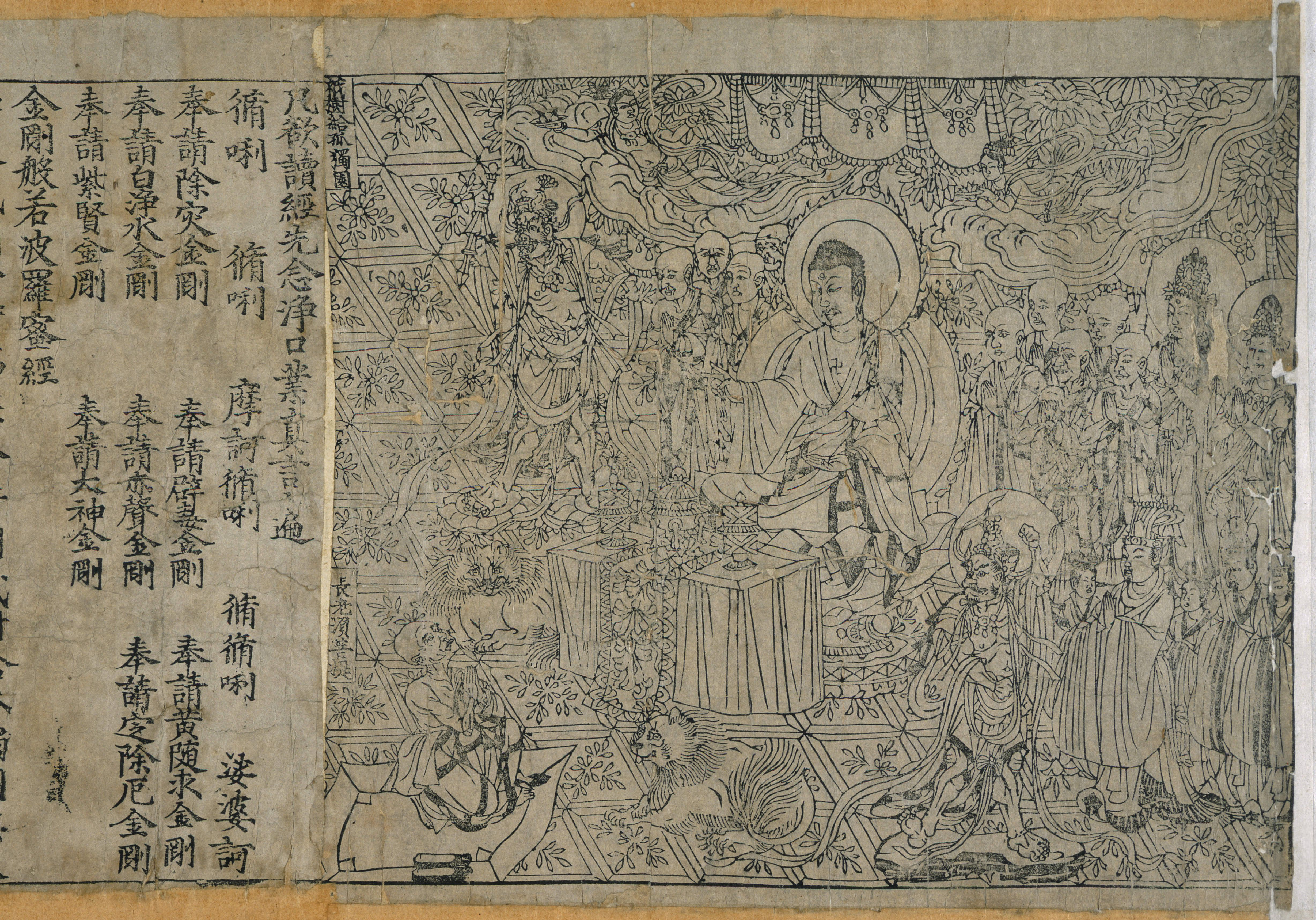
Afbeelding uit het eerste complete gedrukte boek (868)

De Diamantsoetra (Sanskriet: Vajracchedikā Prajñāpāramitā Sūtra) is een soetra die een op zichzelf staand onderdeel vormt van de Prajnaparamitasoetra, net als bijvoorbeeld de Hartsoetra.
Volgens deze soetra moet al het waarneembare niet worden gezien als de hoogste werkelijkheid, maar als een illusie van het eigen bewustzijn. De Diamantsoetra heet zo omdat hij zo scherp als een diamanten zwaard door wereldse illusies snijdt, om te verhelderen wat echt is en eeuwig.
Een exemplaar van de Diamantsoetra, dat gevonden werd tussen de manuscripten van Dunhuang, werd geïdentificeerd als het eerste gedrukte boek dat compleet bewaard is gebleven. Het is gedateerd 11 mei 868. Het is een papieren boekrol van vijf meter lang en 27 cm breed, bestaande uit zeven aan elkaar geplakte delen tekst die elk zijn gedrukt van één houtblok, met aan de rechterkant een grote houtsnede. Dit blokboek werd in 1900 in de Magao Grot in Noord-West China ontdekt door Wan Yuan Lin en in 1907 aangekocht door de Hongaars-Britse ontdekkingsreiziger Aurel Stein, die het in 1943 aan de British Library naliet.